# The Simp
The Simp er en amerikansk stumfilm fra 1920 af Arthur Somers Roche og Owen Davis.

## Medvirkende
- Lloyd Hamilton
- Marvel Rea
- Otto Fries
- Jess Weldon